# Демоны (фильм, 1972)
Демоны (иное название Демоны-монахини из Клиши) (фр. Les démons) — франко-португальский фильм 1972 года режиссёра Хесуса Франко. Известно несколько версий фильма.

## Сюжет
Во времена средневековья и охоты на ведьм на костре была сожжена одна из ведьм, которая имела двух дочерей. Перед своей казнью ведьма произнесла ужасное проклятье, пообещав покарать своих убийц. Дочери ведьмы были отданы в монастырь. Однако вскоре в дочерей вселилось зло, которое извратило юных монашек и рассеяло семена похоти по всему монастырю.

## В ролях
- Анн Либер — Кэтлин
- Бритт Николс — Маргарет
- Дорис Томас — мать Розалинда
- Карин Филд — леди де Винтер
- Луис Барбу — Труро
- Джахангир Гаффари - лорд Джеффрис
- Ховард Вернон — лорд Малкольм де Винтер
- Альберто Далбес — Томас Ренфилд